# Désiré Sauveur de La Chapelle
Désiré François Marie Sauveur de La Chapelle, né le 29 avril 1799 à Rennes (Ille-et-Vilaine) et mort le 24 juillet 1873 à Plumaugat (Côtes-du-Nord), est un homme politique français.

## Biographie
Propriétaire, créé baron sous la Restauration, il est maire de Guingamp et député des Côtes-du-Nord de 1834 à 1839, siégeant dans la majorité soutenant les gouvernements de la monarchie de Juillet.
À sa mort, il est ancien député, ancien consul général et officier de la Légion d'honneur.

## Sources
- « Désiré Sauveur de La Chapelle », dans Adolphe Robert et Gaston Cougny, Dictionnaire des parlementaires français, Edgar Bourloton, 1889-1891 [détail de l’édition]
- « Dictionnaire des parlementaires français de 1789 à 1889 (Adolphe Robert, Edgar Bourloton et Gaston Cougny) », sur gallica BNF (consulté le 4 janvier 2014)